# Asphondylia anotisae
Asphondylia anotisae är en tvåvingeart som beskrevs av Mani 1986. Asphondylia anotisae ingår i släktet Asphondylia och familjen gallmyggor. Inga underarter finns listade i Catalogue of Life.